# Robert Hoapili Baker
Robert Hoapili Kekaipukaʻala Kahalelaukoa Baker (c. 1845/1847 – April 4, 1900) était un Hawaiian ali'i, un officier de l'armée, un courtisan et un politicien qui a exercé de nombreuses fonctions politiques au Royaume d’Hawaï, notamment celle de gouverneur de Maui, conseiller privé et aide-de-camp au roi Kalākaua. L'image de Baker est immortalisée comme l'un des modèles des statues de Kamehameha.

## Jeunesse
Hoapili est né en 1845 ou 1847 à Waikapu, sur l’île de Maui, dans une lignée dominante distinguée. Son père était le prince Ali’i Ikekelei’aiku, fils de la reine Kamakahelei,, reine régnante de l’île de Kauaʻ et descendant des rois Kualiʻi et Peleiholani, rois d’Oahu et de Kaua’i. Sa mère, la chef Aliʻi Malie Kaikilani Napuupahoehoe,, était également de haut rang, descendante de Līloa et des anciens rois des îles d'Hawaï
, faisant de Hoapili un membre de la Maison de Moana et cousin des rois Kamehameha IV et Kamehameha V. Son cousin germain était John Timoteo Baker et Hoapili adopta le nom de famille Baker en l'honneur du père de ce cousin Adam C. Baker
, dans la maison de laquelle il fut élevé. Sous les auspices des prêtres anglicans, le révérend William R. Scott et l'archidiacre George Mason, Hoapili fit ses études dans les pensionnats anglicans: l'école Luaehu à Lahaina, Maui et le St. Alban's College à Honolulu. Il a fait ses études aux côtés de Samuel Nowlein et Curtis P. Iaukea.

## Statue de Kamehameha
En 1879, Hoapili et son cousin John Timoteo Baker deviennent les modèles des statues de Kamehameha du sculpteur américain Thomas Ridgeway Gould. La statue a été commandée par le roi Kalakaua en l'honneur du centenaire du débarquement de James Cook dans les îles hawaïennes. La statue originale fut coulée en 1880 mais perdue en mer. Un second casting a été installé en 1883 à Aliʻiōlani Hale, tandis que le moulage original récupéré a été installé à Kapaʻau, Kohala, lieu de naissance de Kamehameha I. Selon Walter M. Gibson, "l'artiste a copié de près le beau physique de [Robert] Hoapili [Baker]... et il présente une noble illustration et un type correct de virilité hawaïenne supérieure" Un détail significatif de cet épisode est l'utilisation et la description du Kāʻei de Līloa, hérité du puissant ancêtre de Hoapili Baker, Līloa, passant par les Kamehamehas et jusqu'à Kalākaua, ainsi qu'un article de mana immense que Kalākaua considérait comme faisant partie de la royauté royale. “Kalākaua a apprécié la ceinture comme symbole de son statut de kapu hérité et de la légitimité de son accession royale... Le cordon de plumes était une possession légitime du roi régnant de Hawaii, même à la fin du XIXe siècle”. Bien qu'il soit curieux que la ceinture ne fût pas présentée comme une tenue d'investiture lors de son sacre, Kalākaua la fit photographier dans le cadre du costume officiel porté par Robert H. Baker comme référence pour Gould lors de la conception du monument de Kamehameha. Un contact physique étroit et une pose avec un article de ce genre, avec l'approbation du roi, témoignent de la haute lignée principale et de la descendance de Hoapili depuis la maison de Līloa.

## Carrière Politique et militaire
Hoapili manifeste très tôt son intérêt pour les affaires militaires. Il a commencé son service auprès de la monarchie hawaïenne en tant qu'officier de la garde royale et est devenu lieutenant de la garde de la maison du roi Kalākaua Il a été élu à la Chambre des représentants, la chambre basse de la législature du royaume, pour le district de Kona à Oahu (autour de Honolulu). Il a siégé à l'Assemblée législative de 1880. Au cours de cette session, il a proposé la création d'un programme d'études à l'étranger financé par le gouvernement et destiné à financer l'étude internationale d'un certain nombre de jeunes hawaïens de 1880 à 1892 en Italie, en Écosse, en Angleterre et aux États-Unis, La Chine et le Japon. Le 12 août 1884, Kalākaua le nomma membre du Conseil d'État privé.
Du 4 octobre 1886 au 23 août 1888, Hoapili fut nommé pour succéder à John Owen Dominis au poste de gouverneur de Maui, ainsi que pour les îles adjacentes de Molokai et de Lanai. Il n'a pas occupé le poste longtemps. Les gouverneurs royaux des îles ont été abolis par la législature après la constitution à la baïonnette. Le roi avait opposé son veto au projet de loi, mais les nouvelles modifications constitutionnelles, qui limitaient le pouvoir exécutif du roi, permettaient à la législature de passer outre à son opposition, Hoapili continua à servir le roi au sein de son conseil privé. Le 15 mai 1889, il devint aide de camp et membre de l'état-major du roi Kalākaua avec le grade militaire de colonel,.

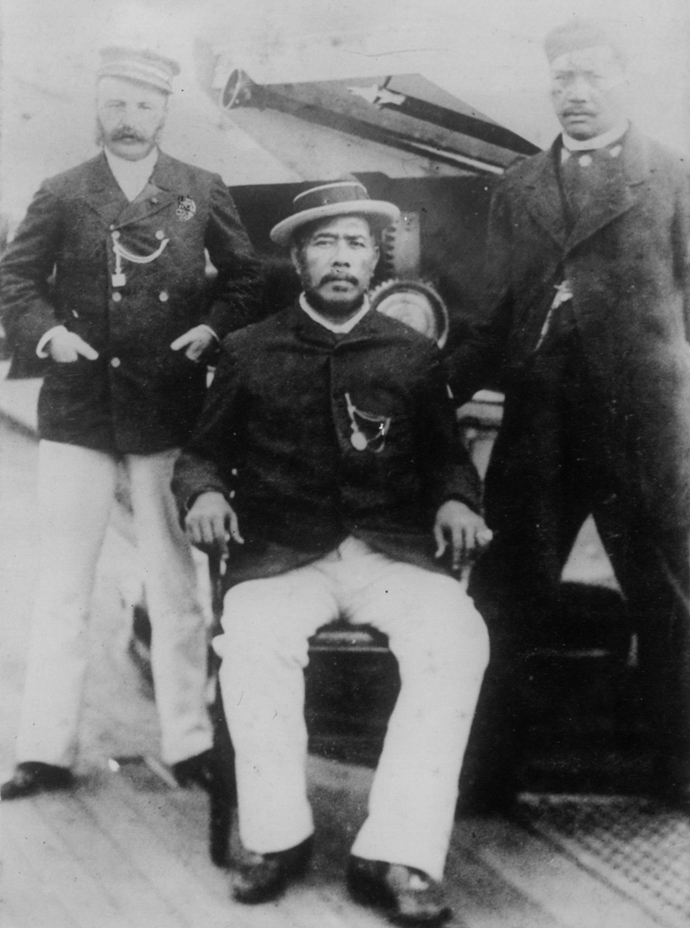
Kalākaua avec le colonel Macfarlane et le colonel Hoapili Baker à bord de l' faisant route pour San Francisco.

Considéré comme un ami proche et confident, Hoapili a accompagné le roi lors de sa dernière visite aux États-Unis à bord du USS Charleston, en novembre 1890. Le colonel George W. Macfarlane, le chambellan du roi, faisait également partie de la suite. Lors d'une visite dans le sud de la Californie, le roi but excessivement, tomba malade en janvier 1891 et dut retourner à San Francisco. Hoapili, en larmes, et Macfarlane étaient à son chevet au Palace Hotel de San Francisco; il était assis à la tête du lit, serrant la main gauche du roi. Peu de temps avant son dernier souffle, la voix de Kalākaua fut enregistrée sur un cylindre de phonographe. Kalākaua est décédé le 20 janvier 1891. L'enregistrement a été confié à Hoapili pour être ramené à Honolulu et il l'aurait "préservé de manière aussi sacrée que sa propre vie". Et il se trouve maintenant au musée Bernice P. Bishop. Parmi les personnes en deuil lors des funérailles du roi Kalakaua, le colonel Robert Hoapili Baker se tenait à la tête du cercueil et avait pour tâche de porter la couronne, le sceptre et l'épée du défunt roi au cours de la dernière procession.
De retour à Honolulu, ses fonctions militaire et politique sont renouvelées le 7 mars 1891 et il reste membre des forces armées et du conseil privé du Conseil d'État de la reine Liliuokalani jusqu'au renversement de la monarchie en 1893. Après le renversement et l'instauration de la République de Hawaii, Hoapili a prêté serment au nouveau régime. Durant cette période, il a été membre du conseil d'enregistrement des électeurs d'Oahu. Sinon, il reste en dehors de l'arène politique et se retire dans la vie privée.
Hoapili est décédé le 4 avril 1900 à son domicile à Pawaʻa, Honolulu. Il était malade depuis longtemps. La cause de la mort était une maladie cardiaque. La communauté hawaïenne se souvient favorablement de son amitié avec Kalākaua et de son service public perpétuel à Hawaii. Sa mort a été pleurée par sa famille et ses amis. Les journaux locaux ont rapporté que sa mort "enlève un homme d'ascendance distinguée et de service public considérable". Ses restes reposaient au Mililani Hall, son cercueil recouvert de ʻAhu ʻula de sa grand-mère Kamakahelei, Après une cérémonie funéraire royale à la hauteur de son rang, il a été enterré sous les rites de l'église réorganisée de Jésus-Christ des Saints des Derniers Jours. au cimetière de l'église Kawaiahaʻo,.

## Vie privée
Hoapili était à l'origine membre de l'Église anglicane d'Hawaï, mais dans sa vie ultérieure, il s'est converti et a rejoint l'Église réorganisée de Jésus-Christ des Saints des Derniers Jours. Dans les années 1870, Hoapili épouse la chef Emma Kamakanoanoa Merseberg (1856-1913), également descendante de la Maison de Līloa, à travers le roi Keawe-nui-a-‘Umi. Leurs enfants étaient Robert Hoapili Kahakumakalima Baker, Jr. (1874-1935), qui occupait le poste de chef pour la famille royale hawaïenne, Elizabeth Kahalelaukoa Baker (1877-1960) est devenue plus tard Mme Charles W. Booth; Vito (Veto) Baker et Emma Baker, Mme James B. Nott. Sa veuve, Emma Baker, a été nommée unique créatrice et exécutrice de son domaine, composé principalement de propriétés foncières dans des lots urbains et de champs de canne à sucre autour de Lahaina, sur l'île de Maui.